# 莫斯卡利夫卡 (亞爾莫林齊區)
49°17′23″N 26°44′25″E / 49.28972°N 26.74028°E
莫斯卡利夫卡（烏克蘭語：Москалівка）是位於烏克蘭西部的村莊，由赫梅利尼茨基州裡赫梅利尼茨基區的亞爾莫林齊市鎮負責管轄。該村始建於1851年，面積2.09平方公里，海拔高度304米，2001年人口626，人口密度每平方公里299.8人。